# Grafton Street
Grafton Street (Iers-Gaelisch:Sráid Grafton) is een straat in Dublin, Ierland. Ze is een van de twee hoofdstraten van Dublin en loopt van St. Stephen's Green tot College Green en  Trinity College.
De straat is vernoemd naar Charles FitzRoy, tweede Hertog van Grafton.
Het standbeeld van Molly Malone stond tot 2014 in deze straat, maar is hierna verplaatst naar Surfolk Street. Een standbeeld van Phil Lynott werd onthuld in 2005. De straat is ook bekend om zijn straatartiesten.